# Mršeča vas
Mršeča vas je naselje v Občini Šentjernej.